# Карпинето (Сијена)
Карпинето је насеље у Италији у округу Сијена, региону Тоскана.
Према процени из 2011. у насељу је живело 328 становника. Насеље се налази на надморској висини од 252 м.